# Jakovljev Jak-28
Jakovljev Jak-28 je bil dvomotorni reaktivni bombnik, ki so ga zasnovali v Sovjetski zvezi v 1950ih. Uporabljal se je tudi za izvidništvo, elektronsko bojevanje, kot trenažer in prestreznik. Obstaja več NATO oznak za to letalo: Brewer, Firebar in Maestro. Zasnovan je na podlagi Jaka-129. Prvič je poletel 5. marca 1958. Zgradili so 1180 letal. Upokojili so ga v zgodnjih 1980ih.

## Specifikacije (Jak-28P)
Splošne karakteristike
- Posadka: 2
- Dolžina: 21,6 m (75 ft 0 in)
- Razpon kril: 12,50 m (41 ft 0 in)
- Višina: 3,95 m (12 ft 11 in)
- Površina kril: 37,6 m² (405 ft²)
- Teža praznega letala: 9970 kg [1] (21980 lb)
- Naložena teža: 15000 kg (33069 lb)
- Maks. vzletna teža: 20000 kg (44092 lb)
- Pogon letala: 2 × Tumanski R-11 turboreaktivni motorji z dodatnim zgorevanjem, 46 kN suh, 62 kN z dodatnim zgorevanjem (10140 lbf suh, 13670 lbf z dodatnim zgorevanjem) vsak

 Zmogljivost 
- Maks. hitrost: 1840 km/h (1142 mph)
- Doseg: 2500 km (1550 mi)
- Višina leta: 16750 m (54954 ft)
- Obremenitev kril: 531 kg/m² (108,6 lb/ft²)
- Razmerje potisk/teža: 0,62

Oborožitev

- 2 × raketi zrak-zrak R-98M (AA-3 'Anab'), po navadi ena R-98TM z IR vodenjem in ena   R-98RM z radarskim vodenjem
- 2 × K-13A (AA-2 'Atoll') raketi zrak-zrak s kratkim dosegom